# Pierre Janet
Pierre-Marie-Félix Janet, conhecido simplesmente como Pierre Janet, (Paris, 30 de Maio de 1859 — Paris, 24 de Fevereiro de 1947) foi um psicólogo, psiquiatra e neurologista francês que fez importantes contribuições para o estudo moderno das desordens mentais e emocionais envolvendo ansiedade, fobias e outros comportamentos anormais. Está classificado ao lado de William James e Wilhelm Wundt como um dos fundadores da psicologia.

## Vida acadêmica
Janet entrou para a École Normale Supérieure em 1879, onde se formou professor. De 1882 a 1889, lecionou nos liceus de Châteauroux e Le Havre, enquanto preparava sua tese de doutorado em Psicologia (então um ramo da Filosofia).
Em 1889, apresentou sua tese Automatisme psychelogique. Essai sur les formes inférieures de l'activité humaine na Universidade de Paris, sobre o automatismo psicológico. A tese já continha alguns dos conceitos que mais tarde seriam utilizados por Sigmund Freud, como a ideia do subconsciente, o que gerou discussões posteriores sobre a paternidade do termo.
Ainda em 1889, Janet é convidado a trabalhar com o neurologista Jean-Martin Charcot, diretor do maior manicômio de Paris, o Salpêtrière, que utilizava a hipnose no estudo da histeria. Vislumbrando o potencial de Janet, Charcot encarregou-o de abrir um laboratório de psicologia experimental no manicômio. Paralelamente, Janet iniciou ali seus estudos de medicina.
Em 1892, Janet completou sua tese de medicina: L'état mental des hystériques ("O estado mental dos histéricos"), onde expôs uma classificação das diversas formas de histeria, a qual define como um produto de "sugestão psicológica" (da mesma forma que a hipnose).
Em 1898, começou a lecionar psicologia experimental na Sorbonne, e em 1902, é levado por seu amigo Bergson para lecionar no Collège de France, onde permaneceu até 1936.
Em 1904, fundou com o amigo George Dumas, o Journal de psychologie normal et pathologique ("Diário da psicologia normal e patológica"), para o qual contribuiu com numerosos artigos.
A divulgação dos estudos e dos métodos terapêuticos de Janet o tornaram mundialmente conhecido, e ele expôs suas ideias até mesmo em Harvard (onde deu aulas em 1906), mais tarde publicadas sob o título The Major Symptoms of Hysteria ("Os principais sintomas de histeria"). Na América, um de seus discípulos, Morton Prince, buscou prosseguir seus esforços de unir a psicologia e a medicina no tratamento dos distúrbios mentais.

## Obras de Janet
- (1886) (Ed.). Malebranche et les esprits animaux. Introduction à Malebranche: De la recherche de la vérité. Paris: Alcan.
- (1889a). L'automatisme psychologique: Essai de psychologie expérimentale sur les formes inférieures de l'activité humaine. Paris: Alcan.
- (1889b). Baco verulamius alchemicis philosophis quid debuerit. Angers: Burdin.
- (1893). État mental des hystériques: Les stigmates mentaux. Paris: Rueff.
- (1894). Les accidents mentaux des hystériques. Paris: Rueff.
- (1896a). Résumé historique des études sur le sentiment de la personnalité. Revue Scientifique, 5, 4ième série, 24 janvier, 97-103.
- (1896b). Manuel de philosophie du baccalauréat de l'enseignement secondaire classique. Paris: Nony.
- (1898). Névrose et idées fixes (I). Paris: Alcan.
- (1901). Le sommeil et des états hypnoïdes. Annuaire du Collège de France, 1, 26-27.
- (1919). Nécrologie de Th. Ribot. Annuaire de l'Association amicale des anciens élèves de l'École Normale Supérieure, 19-22.